# 卜阳
卜阳，东汉长沙武陵蛮起事首领，桂阳（今湖南郴州市）人，桂阳渠帅。
汉桓帝永寿三年（157年），卜阳与潘鸿、胡兰等联合长沙郡、武陵郡各蛮族起事，屯守益阳（今湖南益阳市东）。延熹三年（160年），起事者万余众，杀官吏，攻打南郡江陵县。延熹五年（162年），攻入桂阳郡、苍梧郡、南海郡、交趾郡等地，击败荆州刺史刘度所率军队。后被新任荆州刺史度尚镇压，退入山中自固，不设防备，再被汉军所败。延熹七年（164年），荆州起事蛮族与桂阳起事蛮族再次攻打桂阳郡与零陵郡。度尚率领步骑兵、郡兵攻打胡兰，胡兰战死，余部逃到苍梧。到了汉灵帝中平三年（186年），武陵郡蛮族又再次起事。